# Eurithia heilongiana
Eurithia heilongiana là một loài ruồi trong họ Tachinidae.